# Katastrofa drogowa w Skwierzynie
Katastrofa drogowa w Skwierzynie – katastrofa drogowa, która wydarzyła się 25 października 1965 roku w Skwierzynie (w obecnym województwie lubuskim, wówczas w województwie zielonogórskim). W wyniku zdarzenia śmierć poniosło 15 osób, a 34 zostały ranne.
W katastrofie uczestniczył autobus rejsowy marki Leyland, należący do holenderskiego przedsiębiorstwa Nederlandas Bunst Revers Matschspij Zeist, jadący z Londynu do Poznania a prowadzony przez holenderskiego kierowcę Thomasa de Vreugda. O godz. 19:45 przekroczył on granicę polsko-wschodnioniemiecką na drogowym przejściu granicznym w Świecku i od tego miejsca samowolnie zmienił trasę, nie wybierając najkrótszej przez Torzym i Świebodzin (ówczesną drogą międzynarodową E8), lecz okrężny wariant. Dojeżdżając do Skwierzyny od strony zachodniej pojazd musiał pokonać most nad Obrą, zlokalizowany w ciągu ówczesnej drogi państwowej nr 46 (obecnie drogi krajowej nr 24 i drogi międzynarodowej E14). W październiku 1965 roku most był remontowany, pas ruchu prowadzący do Poznania pozostawał wyłączony z użytku, przez co na moście odbywał się ruch wahadłowy. Thomas de Vreugd zignorował znaki ostrzegawcze (w tym znak ograniczenia prędkości do 30 km/h), a o godz. 21:20 prowadzony przez niego autokar staranował barierki zabezpieczające roboty drogowe, zjechał na przeciwległy pas ruchu, gdzie zderzył się z ciężarówką marki Star, po czym odbił się od niej, przebił barierki mostu i runął z niego do rzeki z wysokości 4 metrów. Przewracając się na prawy bok ustawił się w poprzek Obry, tworząc tamę spiętrzającą wodę z nurtu rzeki. Kierowca „Stara” Eugeniusz Robak – pracownik oddziału PKS z Bielska-Białej – widząc rozpędzony autobus hamował, a w momencie uderzenia niemal stanął. Ponadto zdołał wyskoczyć z ciężarówki, dzięki czemu przeżył wypadek.
Pierwsi z pomocą poszkodowanym ruszyli kierowcy samochodów mijający miejsce katastrofy. Wyciągali oni pasażerów autobusu z rzeki i zawozili ich własnymi pojazdami do szpitala w Skwierzynie. Następnie nadjechały karetki pogotowia z Międzyrzecza, Gorzowa Wlkp. oraz Zielonej Góry. Przyczyną śmierci większości ofiar było utonięcie. Na miejscu zginęło 14 osób, dzień później w szpitalu w Skwierzynie zmarła 15. ofiara. Nie można było odnaleźć ciała 5-letniej dziewczynki (jej matka, a także 12-letni brat zostali ranni i przebywali w szpitalu w Skwierzynie). Ekipy ratunkowe przeszukiwały Obrę aż do jej ujścia do Warty. Ciało dziecka odnaleziono dopiero po kilkunastu dniach. Ofiarami byli głównie Polacy, zarówno wracający z odwiedzin u krewnych w Wielkiej Brytanii, jak i mieszkający na stałe w tym państwie.
Początkowo śledztwo prowadziła Komenda Wojewódzka Milicji Obywatelskiej w Zielonej Górze, jednak szybko przejęła je Prokuratura Wojewódzka w Zielonej Górze. Przyczyny katastrofy nigdy nie ustalono – najprawdopodobniej była nią nadmierna prędkość autokaru. Holenderskiego kierowcę autobusu aresztowano na dwa miesiące, jednak firma przewozowa wpłaciła za niego wysoką kaucję. Po zwolnieniu z aresztu mężczyzna wrócił do Holandii. Nie stawiał się w sądzie, więc sprawę umorzono, ponieważ nie było szans na ściągnięcie go z powrotem do Polski i osądzenie. Prawdopodobnie zmarł on w 2015 roku w Holandii.
W czasie akcji ratunkowej ukradziono jednej z ofiar kożuch. Sprawcą okazał się wojskowy, którego zatrzymano „na gorącym uczynku”. Natomiast nigdy nie wyjaśniono wątku zniknięcia dobytku ofiar z posterunku MO w Skwierzynie, gdzie je tymczasowo składowano. Wszczęto postępowanie, później umorzone z powodu niewykrycia sprawców.